# Trachycentra rhynchitis
Trachycentra rhynchitis är en fjärilsart som beskrevs av Edward Meyrick 1938. Trachycentra rhynchitis ingår i släktet Trachycentra och familjen äkta malar. Inga underarter finns listade i Catalogue of Life.